# Monstrillidae
Monstrillidae (лат.) — семейство веслоногих ракообразных, единственное в составе отряда Monstrilloida  G. O. Sars, 1901 из надотряда Podoplea (Neocopepoda, Copepoda). Мезо- и батипелагические морские формы (взрослые формы и науплиусы свободноживущие, постнауплиарные и ювенильные личиночные стадии — паразитоиды  являются эндопаразитами различных групп бентосных беспозвоночных, включая полихет, моллюсков и губок). Объединяет 7 родов. Название семейства и отряда дано по первому описанному роду Monstrilla, а оно происходит от латинского слова, означающего «крошечное чудовище», поскольку отсутствие обычных диагностических признаков у копепод озадачивало ранних систематиков.

## Распространение
Монстриллоиды распространены по всему миру (включая Арктику и Антарктику), обитая в прибрежно-неритических водах (глубина 0—200 м). Взрослые особи регулярно попадаются в планктонные сети и являются явно пелагическими организмами; однако эндопаразитические личиночные стадии заражают сидячие бентосные организмы и поэтому являются частью эпибентоса и гипербентоса

## Описание
Очень мелкие ракообразные. Обычный размер самок монстриллоидов (без учёта усиков и хвостовых волосков) колеблется между 2 и 3 мм, самцы меньше (1,3—1,7 мм), но некоторые виды выходят за пределы этих общих границ. Самые мелкие монстриллоиды — самцы Monstrilla pygmaea Suárez-Morales, 2000 (0,43 мм) и Monstrilla minuta Isaac, 1975 (0,49 мм). Самый крупный вид — Cymbasoma gigas (A. Scott, 1909) (8,2 мм).
Тело с сочленением между сегментами 4 и 5. Просома с цефалосомой и 4 свободными сомитами; уросома с 4 сегментами у самки и 5 у самца. Антеннулы длинные, но только с 3 или 4 сегментами, геникулированные с обеих сторон у самца. Рот с не очень заметными лабрумом и лабиумом. Ротовые придатки как у гнатостомы циклопов, атрофированы у самца. Плавательные ноги двучленистые, многосегментные. 5-я пара ног отсутствует. Мезо- и батипелагические морские формы.
Личиночные науплиальные стадии не имеют заметных антенн, усиков или ротовых частей, но обладают парными трубкообразными питательными придатками для поглощения питательных веществ от хозяина, которые присутствуют и у более поздних копеподитных стадий, напоминающих морфологию взрослых; у взрослых особей шрамы этих отброшенных придатков остаются в виде небольших отростков на цефалотораксе.

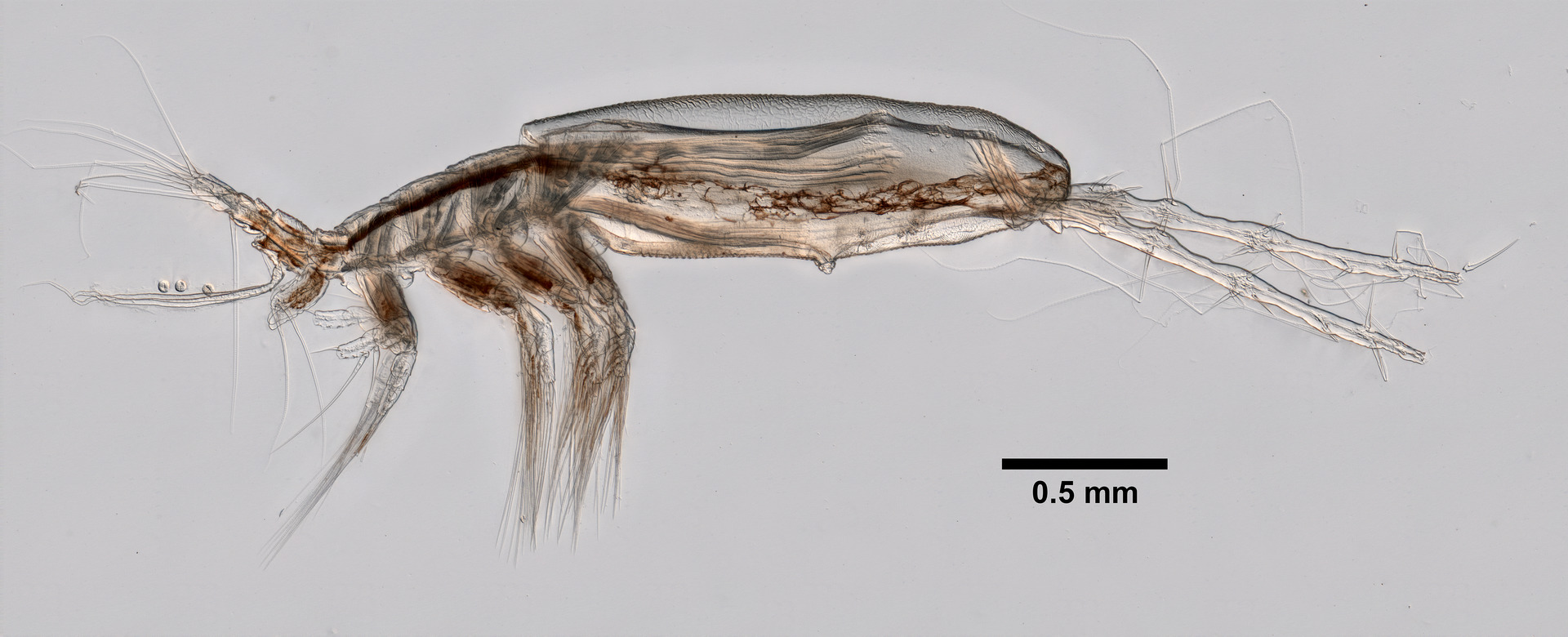
Monstrilla

## Биология
Биологически и экологически наши знания об этом порядке ограничены, хотя жизненный цикл отличается от жизненного цикла всех других копепод. Представители Monstilloida на постнауплиарной и ювенильной личиночной стадии паразитоиды, которые убивают своего хозяина и выходят в виде свободноживущих субадультов. По-видимому, некоторые хозяева восстанавливаются после того, как из их тела выходит последняя субадульта монстриллоида. Существует гипотеза, что относительный размер тела хозяина, а также количество и расположение копепод, паразитирующих на одном хозяине, определяют, выживет ли он после заражения. Детальный жизненный цикл может отличаться у разных видов, но в целом следует определённой последовательности: после стадии свободно плавающего науплиуса личинки развиваются внутри бентосных многощетинковых червей, брюхоногих моллюсков, губок и двустворчатых мидий (они могут быть вредителем в коммерчески важной аквакультуре двустворчатых моллюсков), откуда выходят планктонные взрослые особи. У них нет функционирующих ротовых частей, их единственная цель — размножение. В отличие от голопланктонных каляноидных и циклопоидных копепод, монстриллоиды не используют свои самые крупные головогрудые придатки — усики — для локомоции, а создают коридор в форме линии потока, используя четыре пары плавательных ног для передвижения в толще воды. Определение пола зависит от того, заражают ли конспецифики одну и ту же особь-хозяина. При наличии 2—3 сосуществующих монстриллоидов они становятся самцами, когда же в хозяине находится только один паразит, он развивается в самку.

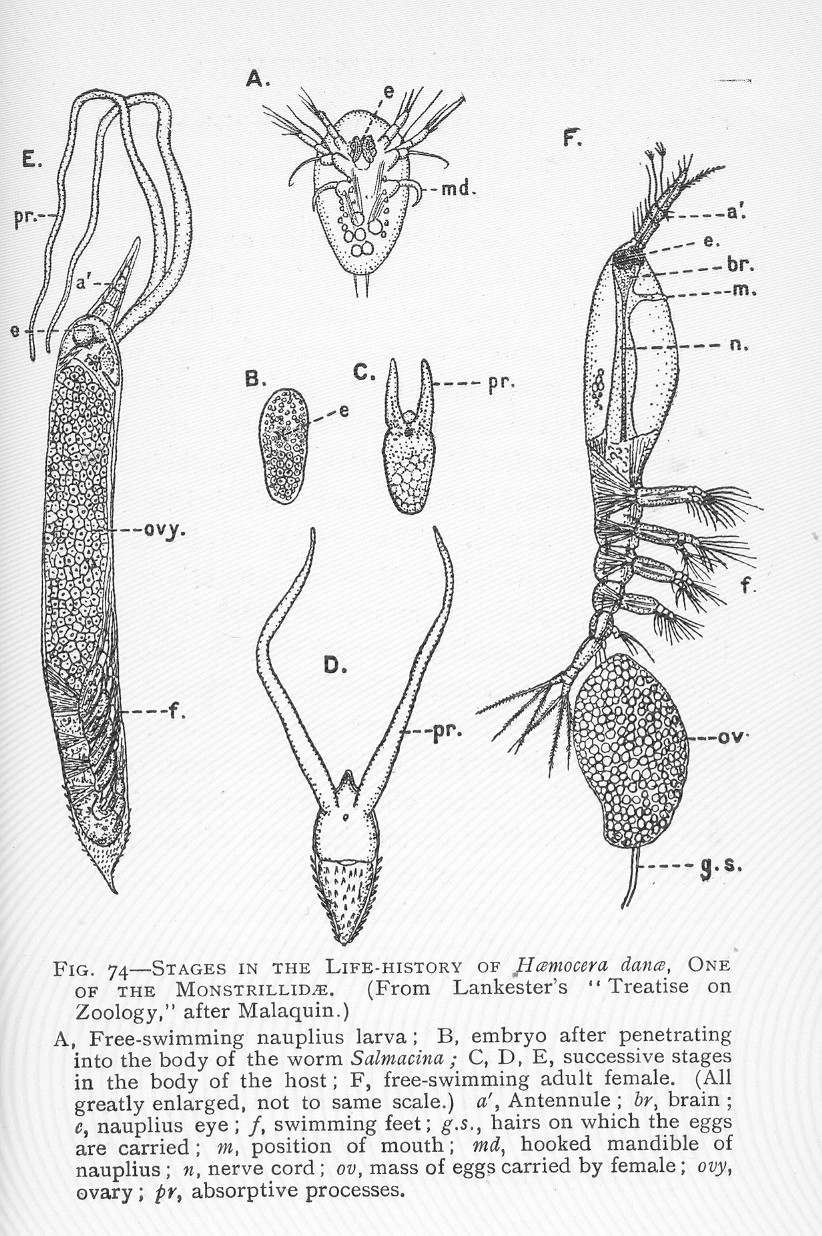
Цикл развития Cymbasoma danae

## Систематика
Таксономия отряда и семейства подвергается нескольким пересмотрам, например, семейство Thaumatopsyllidae ранее включалось в отряд, но теперь обычно помещается в Cyclopoida, а род Strilloma теперь считается таксономическим синонимом Monstrilla, самого большого рода. В целом, Monstrilloida являются таксономически сложными, как в отношении их связи с другими группами копепод, так и в отношении выделения видов внутри отряда. Monstrilloida были помещены как родственный таксон к Siphonostomatoida, но отсутствие ротовых частей затрудняет сравнение на основе гомологии. Более поздний анализ поместил этот отряд в группу Siphonostomatoida, паразитирующих на рыбах Caligidae. Следовательно, они должны были произойти от эктопаразитического предка, связанного с рыбами; большинство паразитических копепод не ведут свободный образ жизни во взрослом состоянии, поэтому Monstrilloids, предположительно, претерпели изменения в стратегии жизненного цикла, выборе хозяина и морфологии тела. Уникальность отряда Monstrilloida, сестринской группы Siphonostomatoida, была подтверждена с помощью современных молекулярных подходов. До сих пор не было предложено окончательно удовлетворительной филогении копепод, и вопрос о размещении монофилетических Monstrilloida остаётся нерешённым.

### Классификация
Включает 7 родов и около 200 видов (85 из рода Cymbasoma и более 70 в Monstrilla).
- Australomonstrillopsis Suárez-Morales & McKinnon, 2014[5]
- Caromiobenella Jeon, Lee & Soh, 2018[21]
- Cymbasoma Thompson, 1888
- Maemonstrilla Grygier & Ohtsuka, 2008[22]
- Monstrilla Dana, 1849
  - =Haemocera Malaquin, 1896
  - =Strilloma Grygier & Suárez-Morlaes, 2018
  - =Thaumaleus Krøyer, 1849
  - =Thaumatoessa Hesse, 1868
  - =Thaumatoessa Krøyer, 1845
  - =Thaumatohessia Giard, 1900
- Monstrillopsis Sars, 1921[4]
- Spinomonstrilla Suárez-Morales, 2019[23]